# Río Cheremosh
El río Cheremosh (en ucraniano: Черемош; [en rumano: Ceremuş; en polaco: Czeremosz) es un corto río de Ucrania occidental, un afluente del río Prut. El río nace cerca de la localidad de Usteriky, de la confluencia de los ríos Czarny Cheremosh (Cheremosh Negro, de 87 km y una cuenca de 856 km²) y Biały Cheremosh (Blanco Cheremosh, de 80 km y 606 km²). El Cheremosh en sí tiene 80 km de largo y una cuenca hidrográfica de 2.560 km² (si se considera con el Czarny Cheremosh, tendría 165 km y 3.416 km²).
Fluye a lo largo de la frontera de las regiones históricas de Bukovina y Galitzia. En la Edad Media y principios de la Edad Moderna, formó parte de la frontera entre el Principado de Moldavia y el Reino de Polonia. Actualmente recorre la frontera entre el óblast de Ivano-Frankivsk y el de Chernivtsi.
Ambas orillas en la parte superior del río están habitadas por los hutsules. Las dos corrientes superiores de este río se llaman Bilyi Cheremosh (Cheremosh blanco) y Chornyi Cheremosh (Cheremosh Negro). El río nace en los Cárpatos y fluye aproximadamente en dirección suroeste hacia el noreste. Deja la Bukovina Obchinas (una sierra en los Cárpatos orientales exteriores que se extiende por Ucrania y Rumania) a la derecha del río, y la subregión histórica de Pocutia al lado izquierdo del río.
Las principales ciudades en la cuenca de este río son: Kuty, Vyzhnytsya y Vashkivtsi. 

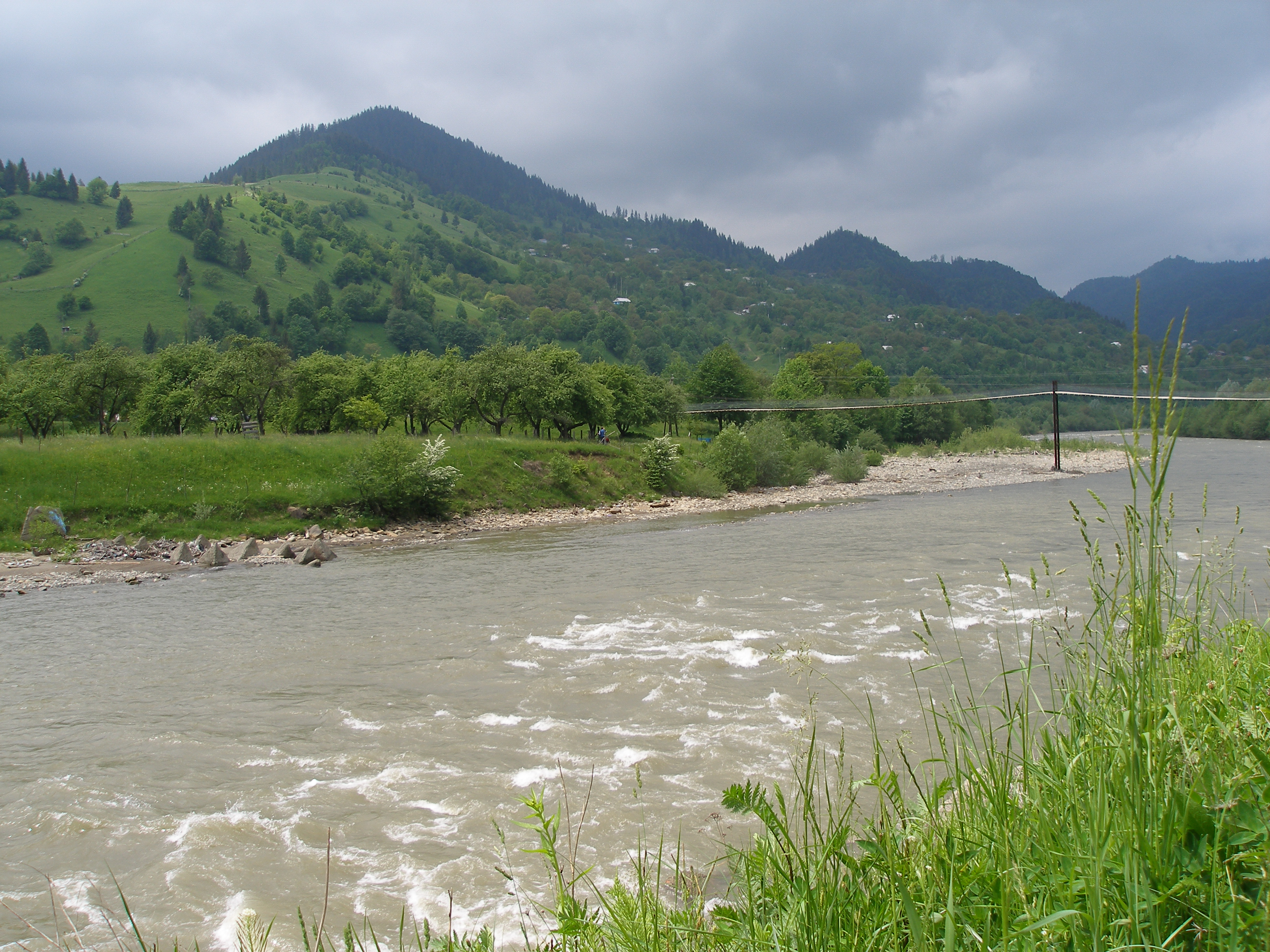
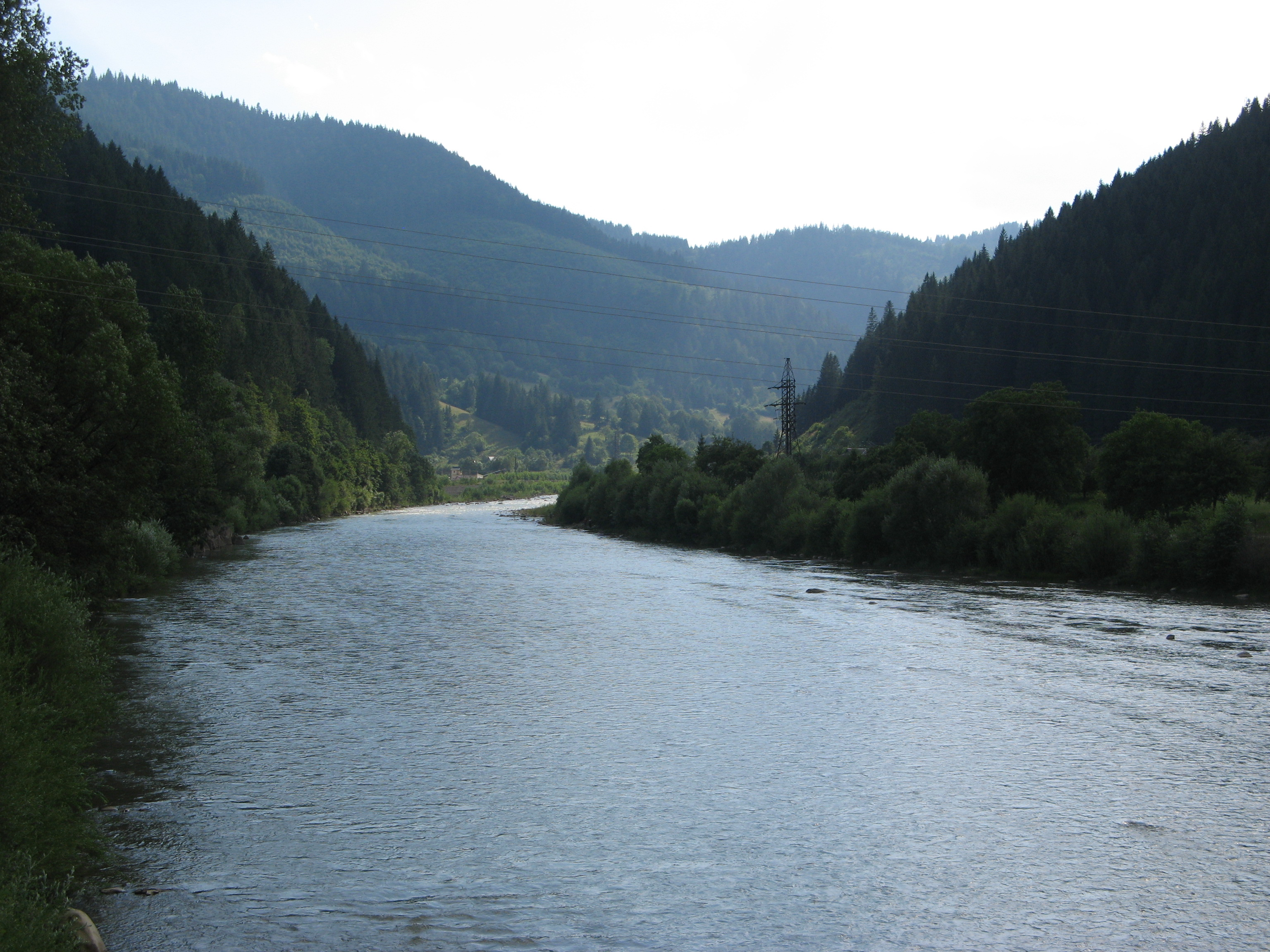
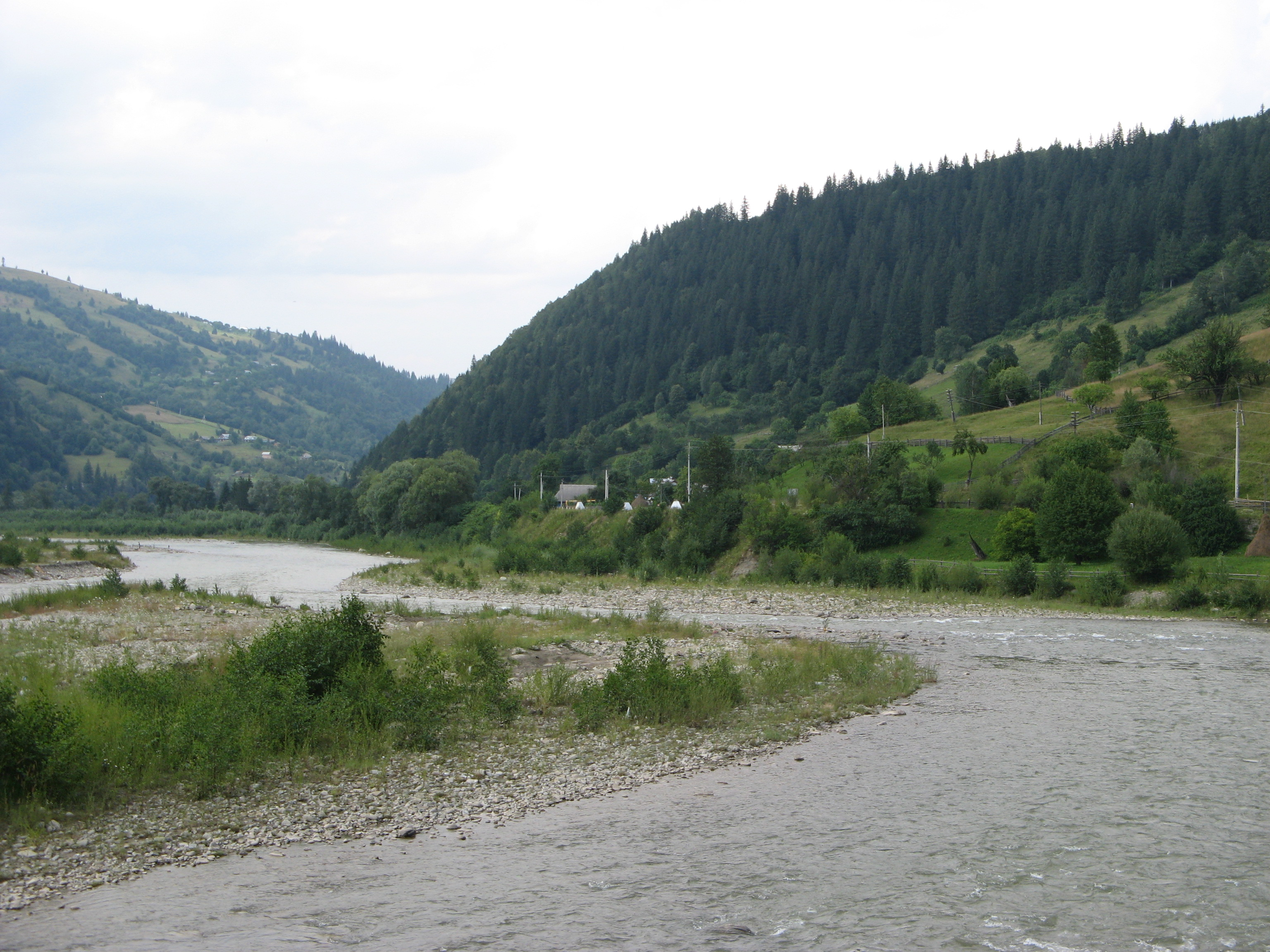
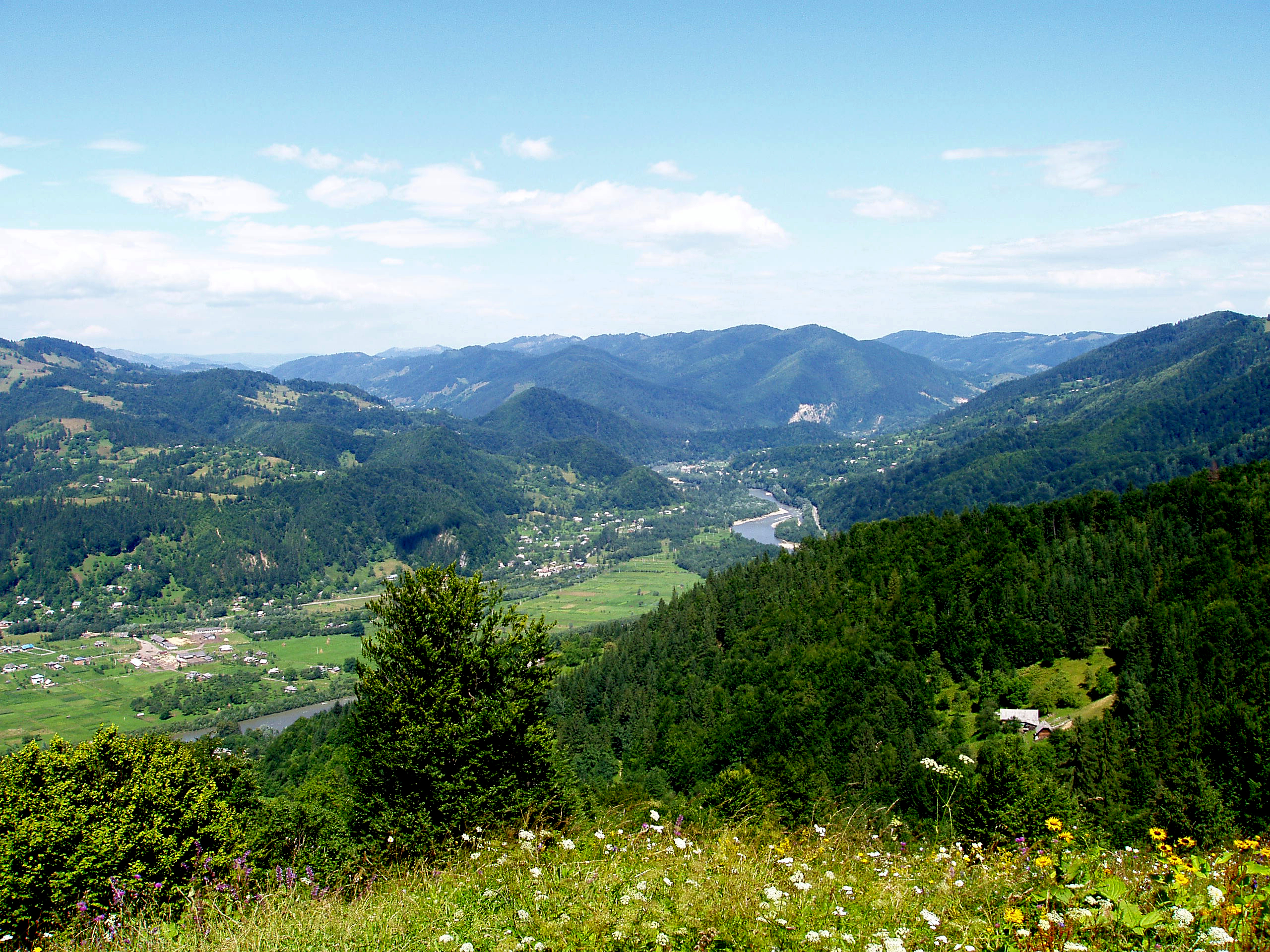
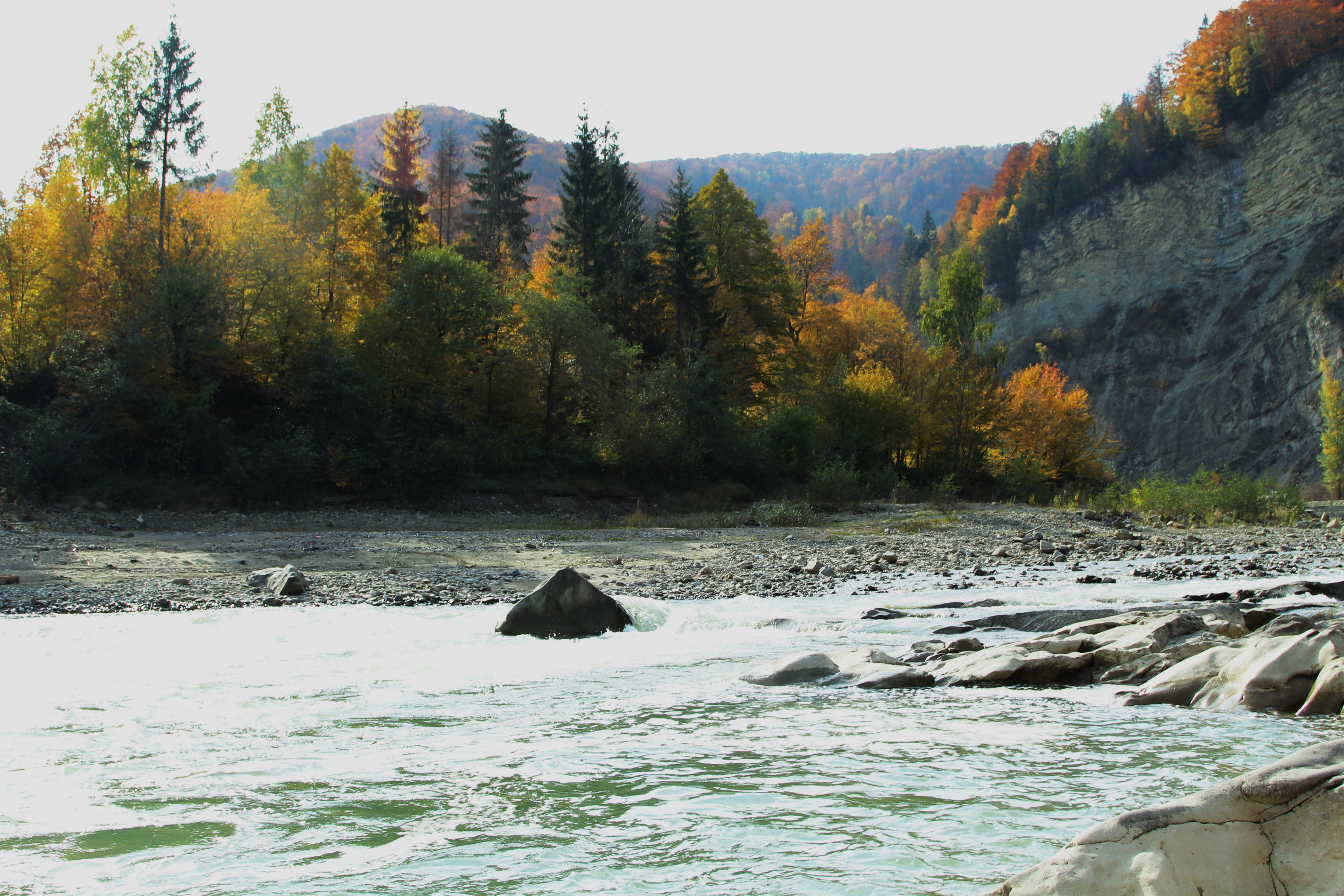
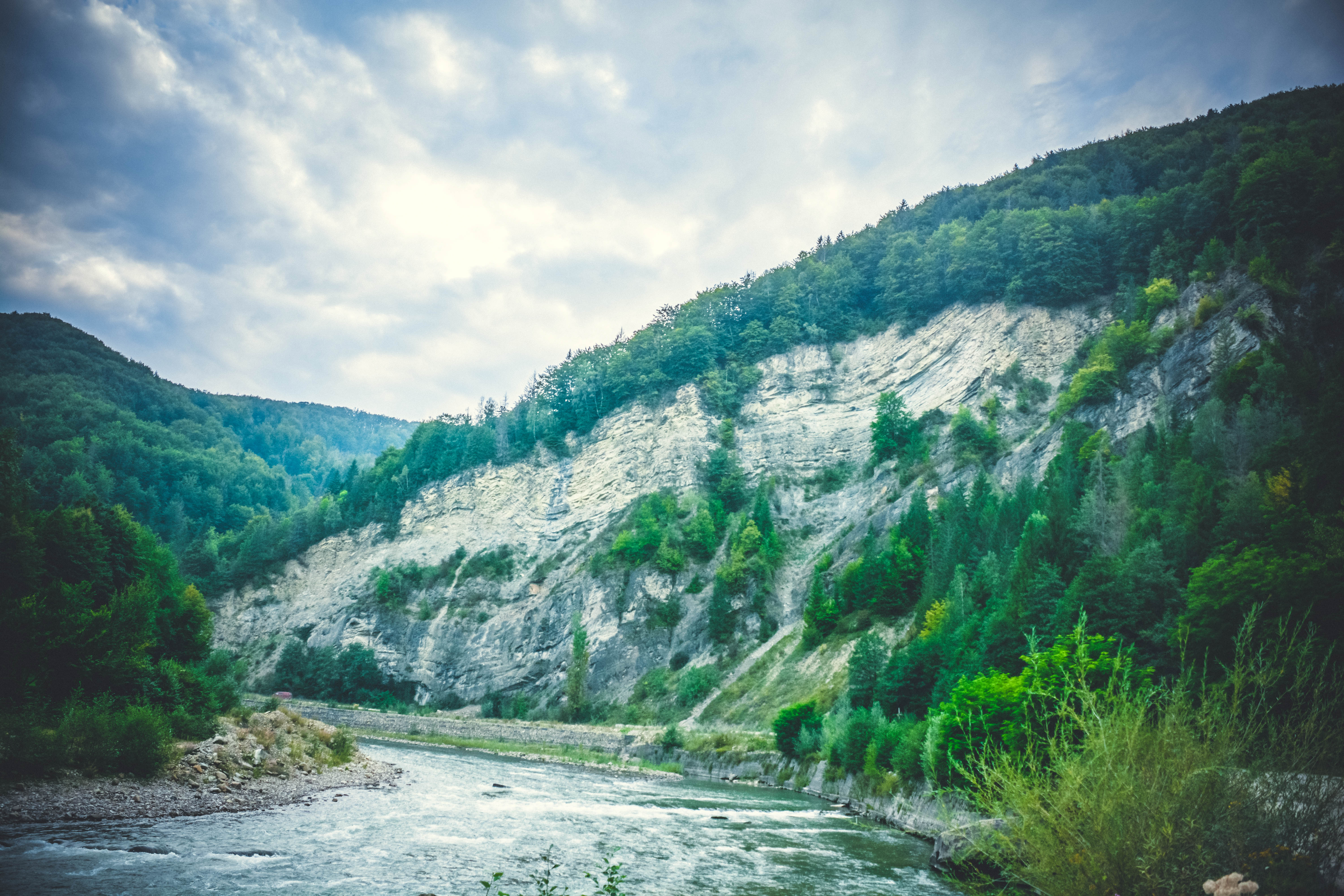
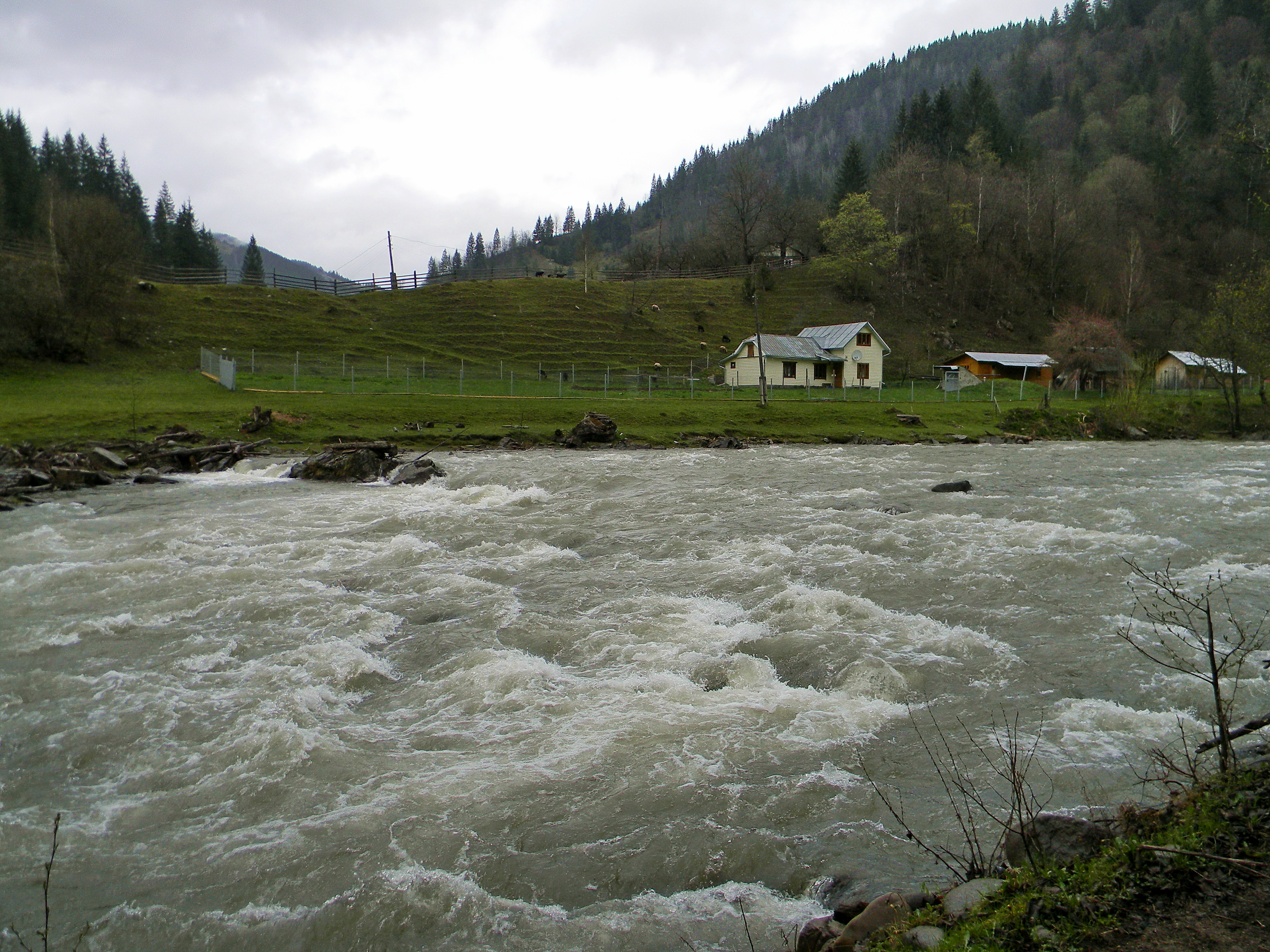
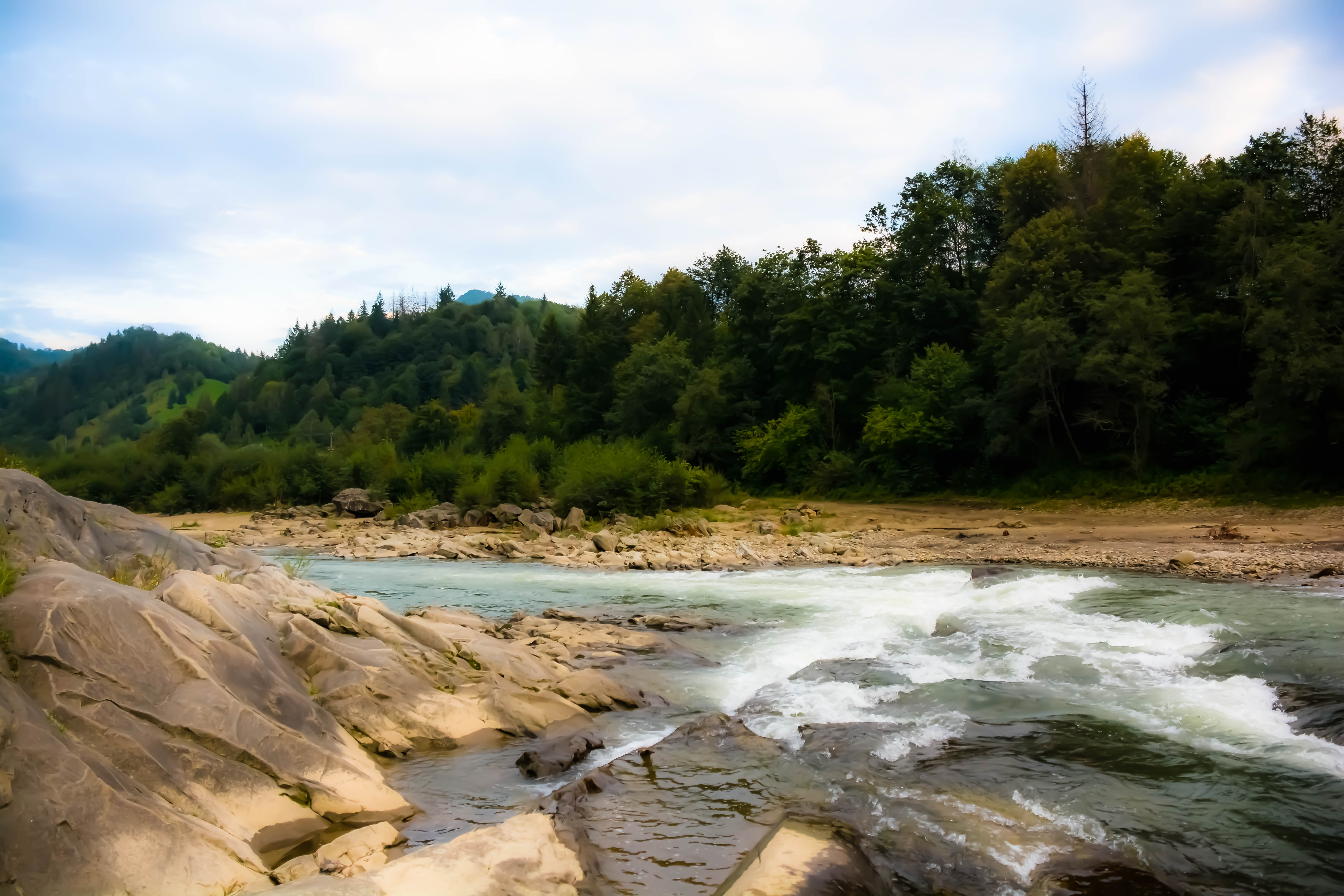